# 床寿
床寿（とこじゅ、1943年11月15日 - 2019年4月30日）は、高砂部屋に所属していた大相撲の特等床山。青森県出身。本名は日向端隆寿（ひなはた たかじゅ）。「伝説の床山」と評されていた。

## 来歴
日向端は相撲どころの青森県出身であり、子供の頃から相撲が大好きであった。そのため将来は相撲界へ進みたいと思っていたが、体格が小さいため力士になることはあきらめ、歌うことが好きで喉に自信があったため、出来れば呼出になりたかったという。中学3年の時、八戸市に高砂部屋の元呼出がいることを知り、その元呼出に相談したところ、部屋に連絡を取ってもらって相撲界に進む手掛かりをつかんだ。しかしその時には呼出の欠員が生じていなかったため、やむを得ず高校へ進学した。しかし、高校入学から間もなく、「床山なら1人空きができた」と連絡が来たため、すぐに高校を中退して上京した。1959年5月場所採用。以降、停年まで床寿の名で活動。入門の際、母からは辛くても3年は辞めないで頑張れと言われ、自分も3年は故郷に帰らないことを決意した。
はるばる青森からやってきたため、「まあ、頑張れよ」という感覚で周囲からは可愛がられていたが、部屋での生活は厳しかった。最初は若い力士たちと大部屋で一緒に寝て午前4時に起き、部屋の掃除、犬の散歩、薪での風呂焚き、ちゃんこの調理補助などの雑用に明け暮れたが、床寿の入門当時の高砂部屋には100人近い力士がいたため、ちゃんこ作りを手伝うのは相当の重労働であった。さらにその後、稽古を終えて風呂から上がった力士たちの髷を結うが、たくさんの力士がいたため床寿はいつまで経っても食事の時間を確保できなかったという。それでも相撲が好きで入った世界なので仕事が辛いと思うことはあまりなかったが、母と約束した入門から3年後、どうしても故郷に帰りたくなったため、父は入門前に亡くなっていたにも関わらず「チチキトク、スグカエレ」という偽の電報を部屋に打ったことがあった。しかし、これは彼だけでなく諸先輩が使っていた手口であったため、4代高砂親方からは「嘘だろ、この電報は」とあっさり見破られ、故郷に帰ることは許されなかった。その晩、泣きながら母に手紙を書き、インクが涙で滲んだという。
髪結いの練習のために、稽古が終わってちゃんこ、昼寝、一服などをして落ち着きたい力士には頼みにくいため、若い力士に食事を奢るなど普段から可愛がっておいて、必要な時に頼んで練習台になってもらうなど工夫をした。床寿が入門した頃は、床山といえば見よう見まねで技術を覚えるしかなかったが、通常は大銀杏を結えるまでに最低でも10年はかかると言われる中、入門から約1年という異例の早さで大銀杏を任されるようになり、この時点で関取格となった。彼が初めて大銀杏を担当したのは当時十両であった高錦昭應であったが、高錦本人は停年後に「でも、結われる方は嫌がりますよね、ほとんど経験のないヘタな床山なんだから（苦笑）」と振り返っている。
1967年に出羽海一門から高砂一門に加入した九重部屋には熟練の床山がいなかったことから、九重部屋の髪も手掛けることになった。
朝青龍は本人へ頼み込んで横綱昇進4場所目の2003年9月場所から髪結いを担当してもらった。2008年1月場所には、床邦（春日野部屋）とともに大相撲史上初めて床山として番付に掲載された。同年11月場所で停年退職。同年末には長年の功績が称えられ、スポーツ功労者・文部科学省大臣顕彰を受賞。停年直後の2009年1月場所には23回目の優勝を果たした朝青龍と共に優勝パレードのオープンカーに乗った。
また、相撲甚句の名人としても知られ、レコード・CDも発売している。
若い頃は見よう見まねで床山としての技術を磨いたが、自身が上に立ってからは講習会を開くなどして若手にアドバイスをしていた。
停年後も元気な姿を目撃していた関係者は多く、高砂部屋の力士には2018年末も「何かあったら連絡するから」と、陽気に話していたという。2019年4月30日、肺炎のため東京都内の病院で死去。75歳没。奇しくも平成最後の日のことであった。5月5日に行われた通夜には、八角理事長はじめ高砂一門の親方衆や相撲協会所属の現役床山ら多数の関係者が参列した。元朝青龍も弔問に訪れ、「癖のある自分を直すために、いろいろ言ってくれた。平成の元で出会った2人が令和で別れた」と恩人の死を悼んだ。葬儀は6日に江戸川区内で行われ、協会参与の12代大山を始めとする各界関係者が参列。出棺の際には、総武相撲甚句会が甚句を披露。「床寿先生も本日限り（中略）せっかくなじんだ先生と　今日はお別れせにゃならぬ（後略）」と、うたい上げる中、日向端を乗せた霊柩車が葬儀所から出棺された。

## 床山論
床寿は定年後の相撲関連書籍で、大銀杏を結う時に特に大事なのは、髪を3つに分けて湯を付けて揉む作業であると話している。これを一生懸命揉んで油をきちんとつけることで、激しい相撲でも乱れることのない、きれいな大銀杏になるという。しかし揉む時にどうしても髪を引っ張るので、下手な床山がやると力士が痛い思いをするとのこと。
横綱・大関に上がれるかどうかは7割方が素質によるように、床山にも器用・不器用はあると主張している。

## 他の相撲人との関係
前田山英五郎
床寿の入門時点で4代高砂を襲名しており、入門時の師匠。床寿は「とにかく怖かった。けれど、決して古風ではなかった」と前田山を評している。同時に「稽古土俵を部屋に2面（1面は俵のある土俵、もう1面は俵のない皿土俵）造ったのも、前田山さんが初めてじゃないですか」と主張しており、この皿土俵は今の高砂一門にも受け継がれている。床寿は皿土俵のメリットについて、単純に俵を作る予算がかからずに済むこと、俵に足をかけて足をひねって怪我をするリスクがなくなることを挙げている。床寿によると、前田山は一見箸にも棒にもかからない力士に「もっと稽古せい!」と余計に力を入れて指導したようであり、そのおかげで素質に恵まれていない力士も十両くらいまでには上がれたという。
朝潮太郎 (3代)
5代高砂を襲名していた頃の3代朝潮は、床寿に言わせれば"竹刀専門"であり、教え方はくぐもった声で「コラー!バカヤロウ!」と決して器用ではなかったが厳しい指導をしていた。一方、いかつい風貌とは正反対に性格の柔らかい、優しい人物で、私生活のことまで細かく言うことはなかった。前田山が4代高砂として部屋を持っていた頃はちゃんこが粗食であったが、3代朝潮が5代高砂として部屋を仕切っていた頃は「高砂のちゃんこはおいしい」と評判が良くなり、そのおかげなのか後援者が増え、後援会も東京、名古屋、大阪、九州と各地にできたという。そのちゃんこの旨さは北の富士も「最高だ」と評するほどであり、北の富士はちゃんこ目当てだったのか3代朝潮が師匠を務めるようになってから頻繁に部屋に出稽古しに来るようになったという。
若筑波茂
努力に努力を重ねて出世した力士の方が好きである床寿にとって、小さい体で十両まで昇進した若筑波は特にお気に入りの力士であった。
高見山大五郎
50年の床山生活の中で見てきた一番の努力家と評する力士。生活環境も食物も言葉も何もかも違う中で、ハワイが恋しくていつも泣いていた高見山であったが、床寿はその中で慰め役、励まし役を務めた。「泣くな、強くなったら、お金もたくさんもらえる。それまで我慢して頑張れ」と声を掛けたという。
富士錦猛光
6代高砂を襲名していた富士錦は、決して偉ぶることのない師匠で、力士達には細かく指導しており、教え方も上手かった、と床寿は説明している。床寿によるとまた、贔屓筋を掴むのも得意であり、交渉術にも長けていた。
小錦八十吉 (1963年生)
小錦については、大関に上がっただけに素質に恵まれ、頭もよかったと後に述懐している。だが出世が早かった分マスコミに囲まれ、贔屓筋からもチヤホヤされていた小錦を僻む力士がいたため、床寿は小錦に対して「もっと稽古して、黙らせるくらい強くなりゃいいじゃないか」と声を掛けた。床寿は小錦の髪を結うのに苦労したため、床寿の妻が勤めていた美容院に行かせてその癖の強い縮れ毛にストレートパーマをかけさせた。後に床寿は「相撲取りにストレートパーマをかけさせたのは私が最初だと思いますよ」と主張している。小錦の母は入門に難色を示していたが、床寿が小錦に渡す小遣いと飛行機代を高見山に持たせたことが決め手となって入門に至ったという。
千代の富士貢
床寿は千代の富士の髪質について、ほんの少しだけ縮れがかっている素晴らしい髪質と評価している。床寿にとって千代の富士は相撲が強くて、大銀杏が似合う、言うことなしの力士であったが、強いて言えばちょっと生意気で小うるさい部分があったという。それでも床寿は千代の富士が大銀杏の出来栄えについて小うるさく指摘するからこそ一生懸命向上しようと思えたという。
朝青龍明徳
朝青龍は床寿を「日本のお父さん」と呼んでくれたが、床寿は「よく言えば前向きで、根性のある性格だったけど、悪くいえば、態度も言葉遣いも粗削りで、ロクなもんじゃないというのが一般的でしょう（笑）」と言っている。同時に、自身が髪を結っていなければ早い段階で相撲界を破門されていたのではないかと推測している。朝青龍は元々入門時に所属していた若松部屋という小さい部屋で育って出世も早く、相撲界のこともきちんと理解していなかったため床寿は早期に横綱に昇進していた朝青龍に必要に応じて「横綱、それは違うんだよ」と諭したという。初めから朝青龍は床寿の話に対して聞く耳を持っていたという訳ではないが、朝青龍本人もいろいろ経験していく中で「ジュさんの言うことは本当だな」と感じ取ってくれたのだ、と床寿は思っている。停年を記念した記事では床寿は「朝青龍は、やんちゃなところもあるけれど、勝負師だもの、サラリーマンじゃないんだもの、多少のことは大目に見てやらなくちゃ。そういう勢い、勝負師の魂というか、根性があるときは強いんだよ。それでいて、彼は、いまの日本人が忘れている、親や兄弟への思いやりが篤い人でね。昔の日本人の良さを思い出すね。日本人の心をもったモンゴル人だよ。モンゴルの江戸っ子だよ。気っ風もいいしね」とも話している。強気な朝青龍も床寿の前では弱音を吐くことがあった。床寿は全盛期の朝青龍を「5本の角がある闘牛」と表現し、衰えが見られたころには「その角が2本しかなくなって普通の闘牛になった」という内容の表し方をした。
富士櫻栄守
富士櫻は四つ相撲は完全に不得手で、引退後の弟子の飛翔富士の証言によると、現役時代には力士でもない床寿に四つ相撲で負けたぐらいなものであるという。

## 履歴
- 1959年11月場所 - 採用。当初の床山名は床隆。
- 1979年 - 床寿に改名。
- 1999年以前 - 一等床山。
- 2005年1月場所 - 特等床山に昇進。
- 2008年11月場所 - 停年退職。
- 2019年4月30日 - 死去。